# ルイ・アントワーヌ・ド・サン＝ジュスト
ルイ・アントワーヌ・レオン・ド・サン＝ジュスト（仏: Louis Antoine Léon de Saint-Just、1767年8月25日 - 1794年7月28日)は、フランスの政治家、革命家。ロベスピエールらと共にフランス革命に参加し、彼の右腕とも称された。法学士でもあり、革命初期にはジャーナリズム運動も展開。パリで議員になる前は国民衛兵中佐も務めており、公安委員会に参加後は主に内政・軍事を担当した。
その美貌と冷厳な革命活動ゆえに「革命の大天使」または「死の天使長」との異名を持つ。

## 生い立ち
1767年8月25日、ブルゴーニュ地方ニヴェルネ州ドシーズに生まれ、妹が2人いる。父ルイ・ジャンは軍での功績により騎士の称号を持つ農民出身の軽騎兵隊大尉、母マリー＝アンヌ・ロビノはドシーズの公証人レオナール・ロビノの娘である。サン＝ジュストは地元の政治がごく普通に日常会話の主題になるような、一種の地方エリートの家庭に生まれ育った。幼少期をヴェルヌイユの司祭だった伯父アントワーヌ・ロビノの元で過ごしたのち、1776年10月、両親とともにピカルディ州エーヌ県ブレランクールに移る。1777年に父が死去。
1786年までソワソンにあるオラトリオ会のコレージュで学ぶが、ここでの規則にうんざりしたサン＝ジュストは宗教に対し反発を覚えるようになる。また、前年からこの年にかけてブレランクールの名士であるジュレ家の娘テレーズと恋愛関係にあった。ふたりはサン＝ジュスト家がブレランクールに移り住んだ頃からの付き合いだったが、1歳年上であるテレーズとの恋は彼女の父親からの反対により終わりを告げる。父親はテレーズをエマニュエル・トランという若者と取り急ぎ結婚させたが、サン＝ジュストとジュレ家・トラン家はフランス革命の後、ブレランクールの政治をめぐりライバル関係となった。

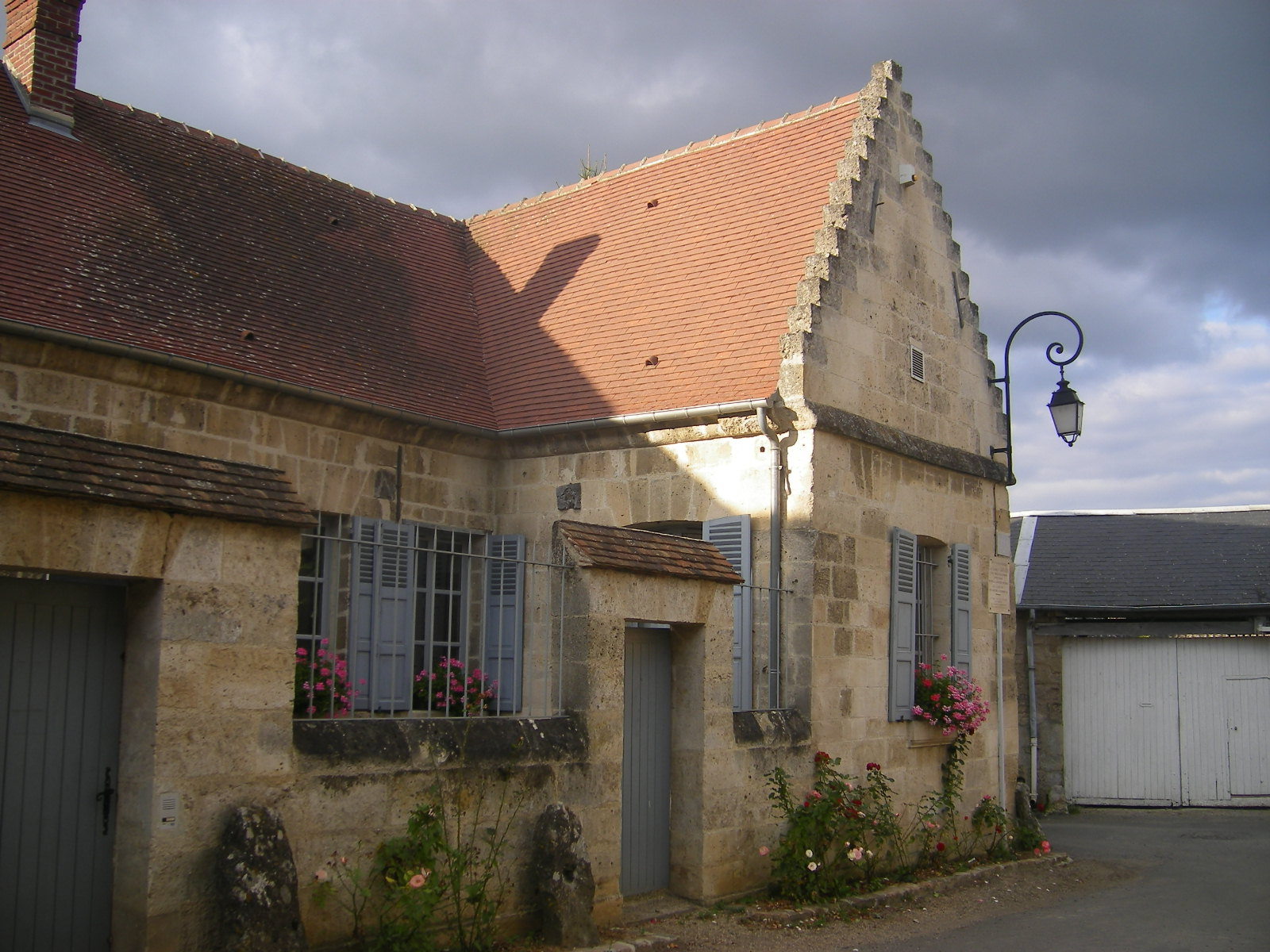
ブレランクールにあるサン＝ジュストの家。現在は博物館になっている

失恋したサン＝ジュストはパリに出奔し、歓楽街であるパレ・ロワイヤルに住み放蕩生活を送る。この際、生活費にあてるため家の金銀細工を持ち出したと言われているが、これを受けて母マリー・アンヌは貴族からの要請に応じて国王が出す「封印状」により、息子を86年から翌年にかけて矯正施設に送った。身内のスキャンダルが広まれば一族の名折れとなるため、これをもみ消し身内の安全を図るため貴族がこうした行動に出るのは当時しばしば見られたことだった。
1787年、家に帰ったサン＝ジュストはランス大学法学部に入学。法律を勉強し、1年後には法学士の称号を得た。
また、美男であったと言われる彼の容姿について、ピエール・パガネルが覚書を残している。「中肉中背で体は健康、力のみなぎったプロポーション、頭が大きく髪は豊か、顔色は黄色を帯び、生き生きとした目は小さい、人をばかにしたような目つき、整った顔立ちで冷ややかな表情、声は力強いがくぐもっている、どこかしら不安げな様相、気がかりや猜疑がにじむ沈んだ口調、話しぶりでも物腰でも極端なまでに冷ややか、サン＝ジュストはこのような姿でわれわれの前に現れたのだった、まだ三十にもならない歳で」。

## 革命
1789年には風刺歌「オルガン」を地下出版。主人公のオルガンは20歳の騎士であり、シャルルマーニュの部下にして大司祭であるチュルバンの私生児である。チュルバンはシャルルマーニュがサンソン族と戦う際、肉欲に負けてラインの妖精と交わったため姿を消されてしまう。オルガンはシャルルマーニュの命令で父チュルバンを探しに旅立ち、様々な冒険をするというのがこの詩のあらすじである。この中には激しい宗教批判・政治批判が見られ、エロティックな場面も盛り込まれていたため本作は当局から断罪されて出版禁止処分となり、身の危険を感じたサン＝ジュストは再びパリに戻り潜伏した。
そしてこの時、バスティーユ襲撃を目撃する。惨事を目の当たりにしたサン＝ジュストはひたすら禁欲的に、理想主義的に、革命の実現を追い求めるようになり、その後はストイックに自分の理念に向けてひた走る。その後、ブランクレールに戻り地元の政治活動に参加。町当局への選挙出馬を望むも、サン＝ジュストの希望は年齢を理由に退けられた。

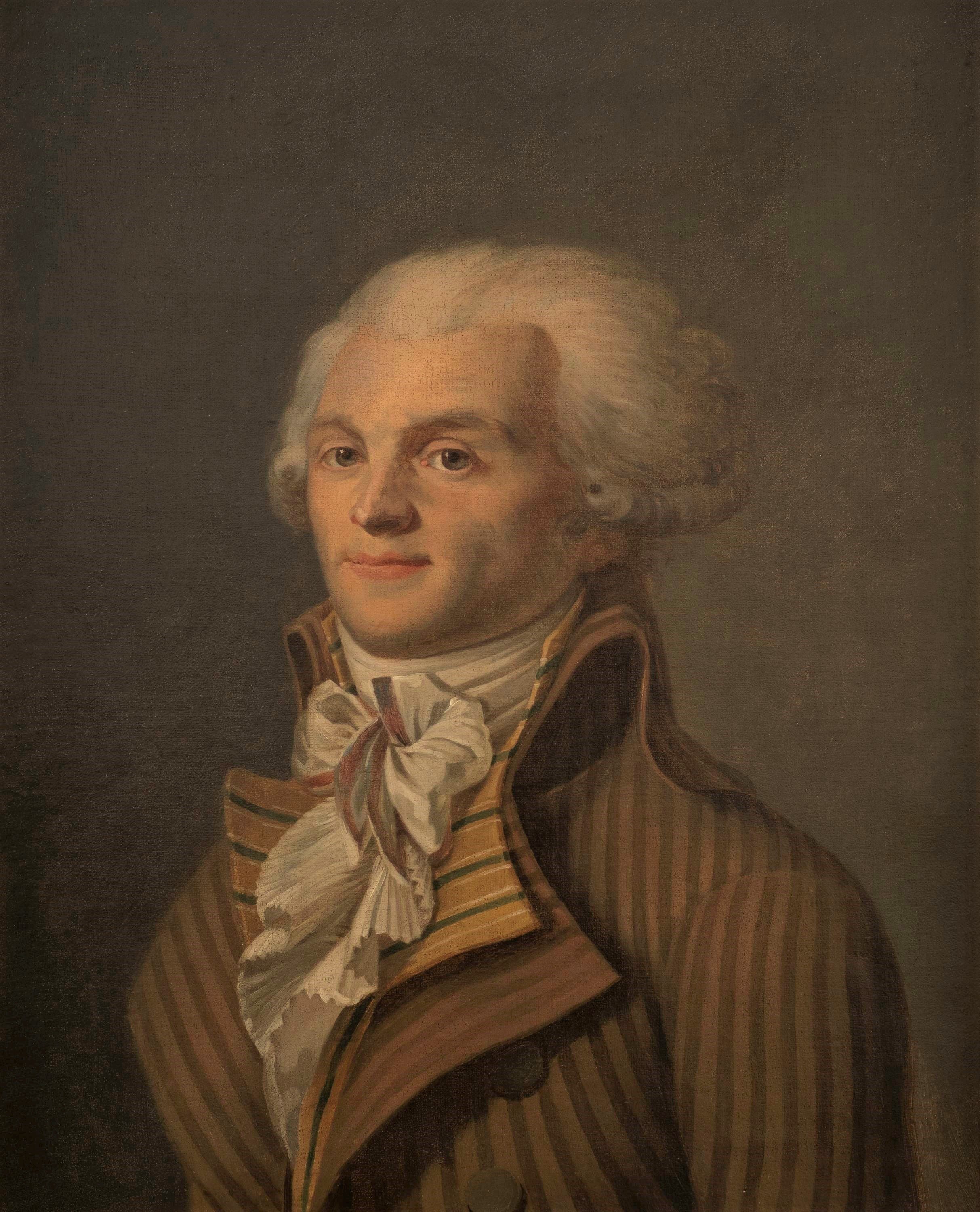
マクシミリアン・ロベスピエール。1790年頃描かれた肖像画

1790年6月に23歳でブランクレールの国民衛兵隊長中佐になり、その年の7月14日のパリでの全国連盟祭に参加。デムーラン宛てに手紙を書いたのはこの頃になる。また、ロベスピエールに感銘を受けて手紙を書き、陳情書の草稿も依頼した。手紙は『専制と陰謀の激発に、よろめきながら立ち向かっているこの国を支えるあなた、ちょうど数々の奇跡を通して神を知るように、私はあなたのことを知っています』から始まり、その後手紙のやりとりを通して2人は仲を深めていく。
1791年に『革命及びフランス憲法の精神』を発行し、革命の最中にあって最年少の理論家となる。その後、1792年9月3日の選挙にて、ロベスピエールの活発なサポートを得て25歳で国民公会議員に当選した。
その生涯において数々の演説を残すが、1792年に8月10日の革命後に行われた国王裁判が処女演説だった。この時サン＝ジュスト、ロベスピエール、マラーは、人民はすでに王を裁いており、王は市民共同体の構成員ではなかったのだから1791年憲法は適用されないため、王を敵及び反逆者として裁くべきだと考えていた。しかしジャコバン派の大半は、他の裏切り者と同様に裁判にかけるべきだと主張した。その中で行われたサン＝ジュストの演説は場を熱狂させ、ルイ16世 の裁判の方向性を決定付けた。「人は罪なくして王たりえない」王の存在はそれ自体が悪であり、人民主権と相容れない。王の犯罪は王権神授説のように王の絶対不可侵を認めてそれを許すか、さもなければ敵として処断するか、二つに一つである。「私としては、その中間は認められない。この男は王として統治すべきか、それとも死なねばならない」。
なお、これによって国王が死刑になったと思われがちだが、この説には疑問が残る。実際は投票が行われた1793年1月に投票議員全員が国王を有罪としていた。投票の結果、無条件の死刑が721票、その他の刑が334票（内、執行猶予付き死刑46票）となる。前者のうち26票はマイユ条項という付帯条件付きだった。この条項は死刑票がその他の票を上回った際、刑の執行延期についてあらためて議論するという条項だが、しばしば執行猶予を求めているものと誤解されている。つまり、逃亡事件などによって国を裏切り信用を失っていた国王の処分を求める意見は多く、新米議員ひとりの演説で死刑にすべきという方針自体が変わったというのは考えにくい。
この頃、ロベスピエールの下宿先であるデュプレ家にはデムーラン、クートン、ダヴィッド、ルバなど、ロベスピエールの友人が多数訪れていたが、その中にサン＝ジュストの姿も見られた。
1793年、フランス革命戦争によりフランスは危機に立たされており、開戦を支持していたジロンド派の立場は弱くなっていた。反撃の機会を伺っていた彼らはマラーを逮捕させるも、パリ民衆の猛反発に会い、結果ジロンド派は彼らから追放を要求され、マラーは釈放された。ジロンド派29名の逮捕と2人の大臣罷免を要求するサン＝キュロットの数は6月2日には8万人に膨れ上がり、逮捕を免れたジロンド派議員の多くは故郷に逃亡する。彼らはパリ民衆の非合法な介入に対抗するため、地方に山岳派の決議の無効を訴えた。元々パリの対応に業を煮やしていた地方はこれに反応し、一連の流れは「連邦主義の反乱」と呼ばれるものになっていく。7月8日、サン＝ジュストはジロンド派を告発する演説を行い、逃亡後、諸県を反乱状態にしたとして逃亡者9名を祖国に対する裏切者と呼び、9名とはまた別に彼らとの共犯の被疑者として他5名に対し告訴を議会決定すると、公会に提出した。これは7月28日、公会により議会決定し採択されている。
7月18日から30日まで、北フランスへ派遣議員として出張していたが、25日、かつて恋人だったテレーズが家出し、サン＝ジュストが下宿していたホテルのすぐ傍に滞在している。彼の故郷ではテレーズはサン＝ジュストが誘拐したということになっており、故郷の友人はサン＝ジュストを心配して手紙を送ってきたが、それに対し「市民トランについて君のとやかく言うことは、いったいどこで夢見てきた話なのか。どうか、君にそんな噂をする人々みんなに言ってくれ。僕はそんなことに一切関係がないと」と返事を書いた。

## 恐怖政治下
対外戦争や国内の混乱による食糧問題、アシニア紙幣の下落により、9月4日から5日にかけて、パリ民衆は国民公会を包囲し、いっそうの統制経済と食糧確保を迫った。山岳派は譲歩せざるをえず、9日には食糧の徴発や反革命容疑者逮捕などを担う革命軍の創設に同意した。17日に反革命容疑者法が作られ、29日には生活必需品の最高価格を設けた一般最高価格法が導入された。
そして10月10日の国民公会にて、サン＝ジュストが自身の提案に基づき「フランス臨時政府は平和が到来するまで革命的である」と宣言（革命政府の宣言）。これは、各地方・各レベルで様々な人間が強圧的な手段を取っている事態を改め、公安委員会及び保安委員会が一元的に政策を把握し遂行する制度を宣言したものである。この頃から1794年7月末のテルミドールのクーデターまでが革命政府ないし恐怖政治の時代となった。また、この演説の冒頭では「かくも多くの法や措置の後で、なぜ諸君の注意を統治全般の混乱や経済と食糧の問題に向けなけらばならないのか。…法は革命的だが、それを執行する者はそうではない」と述べ、さらに軍への食糧供給に関連して一部の商人と行政当局の間に癒着があることを示唆し「諸君が買占め人を追求しても、軍のためを装って購入する者までは追及できない」と述べ、行政のあり方を示している。

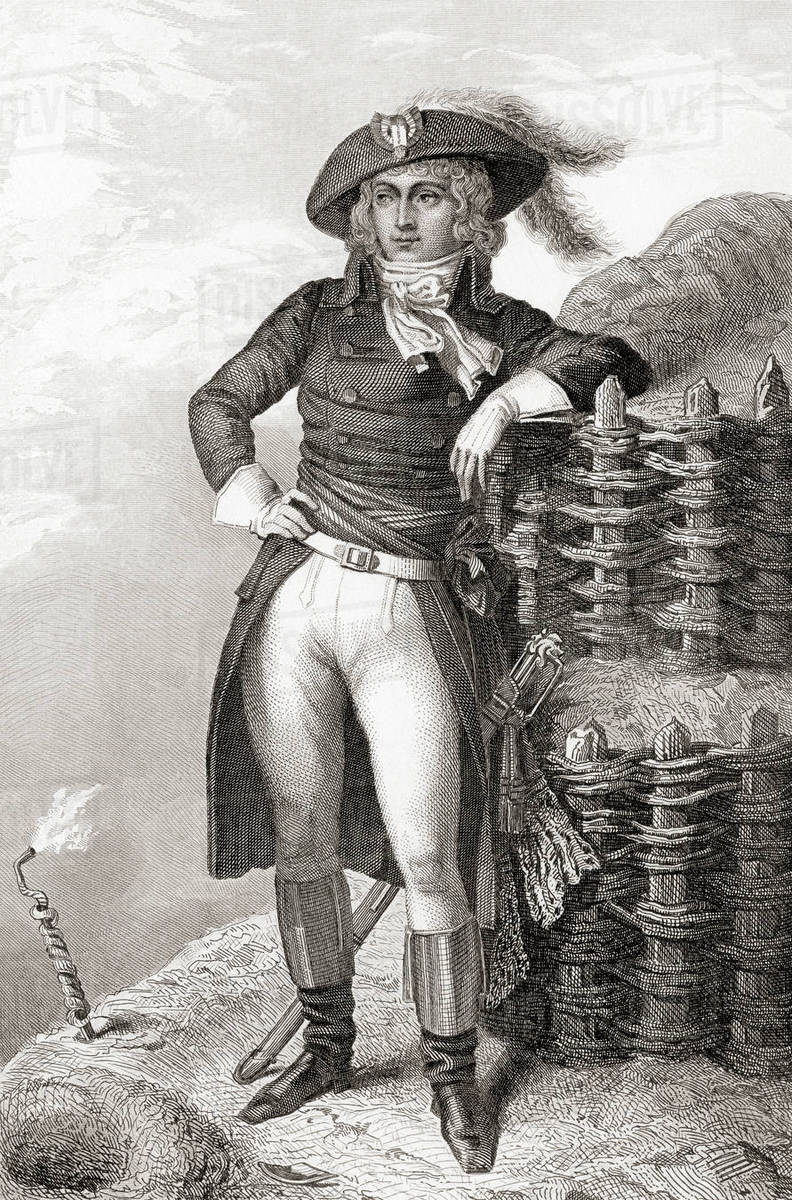
サン＝ジュスト。戦場での姿を描いたと思われる

当時、全般的軍略は同じく公安委員会のメンバーであった政敵カルノーが掌握していたが、サン＝ジュストは軍においても活躍を見せた。
10月後半から議員ルバとともにライン方面軍に派遣されると、サン＝ジュストは「我々が到着した時、軍は絶望的状態に見えた。糧食も、衣服も、軍律も、おまけに司令官まで、皆無だ。町そのものにも警察はなく、貧しき者は富者のくびきの下に喘いでいる。…城門は深夜まで閉鎖されることなく、劇場、淫売屋そして街路は士官にみちあふれ、曠野は落伍兵に覆われていた」という軍の状況に対処する。
10月24日、「我々は到着し、そして軍の名において誓う。敵は征服されるであろうと。もし、この地に裏切者、無関心者がありとすれば、人民の利益のためにも、これを撃つべき短剣を、我々は携えてきた。兵士よ、我々が来たのは、諸君の復讐を助け、また諸君を導くべき司令官を与えるためである。功績を見出し、報賞を与え、これを推進するとともに、あらゆる非行は何人の犯すところであろうとも、追及する決意がある。勇気を持て、勇敢なるライン軍。諸君は幸福となり、自由と共に勝利するであろう。すべての司令官、士官、ならびに政府のいかなる委員にも命令する。兵士たちの正当な訴えは、3日間のうちに満足せしめよ。この期間後は、我々自らこの訴えを聞き、軍がかつて見なかった公正と厳格の模範を示すであろう」と布告を発し、逃亡を試みたフランスの准将イザンベールの処分を決定した。
11月14日にはストラスブールで、野戦病院で用いるために2千台のベッドを金持ちから没収して翌日までには揃えるように命じ、その翌日には裸足の兵士にはかせるため、1万足の靴をアリストクラート（貴族）から没収して翌朝10時までに揃えるよう命じた。派遣議員による恐怖政治といえばフーシェによるリヨンの反乱といった流血沙汰が思い浮かぶものの、このような極端に強引な命令も「例外措置」つまり「恐怖政治」に含まれる。
また、アルザス地域圏はリヨン以上に反革命の中心となる可能性があると見られており、サン＝ジュストは、リヨンの二の舞を防ぎ戦争を遂行しうるため、ここに挙国一致体制を作ろうとしていた。「統治にあたるものは恐怖させねばならないが、人民は絶対に恐怖させてはならない」というのが彼の方針だった。アルザスでは微温的な当市の市長を辞めさせ参事会を解散させた他、アルザスのエベールと呼ばれたフランシスコ会の修道士シュナイダーは六頭だての豪奢な馬車に、それに続く二番目の馬車には携帯用のギロチンを乗せている姿を見られ、彼は共和国を汚したとしてパリに送られギロチンにかけらている。

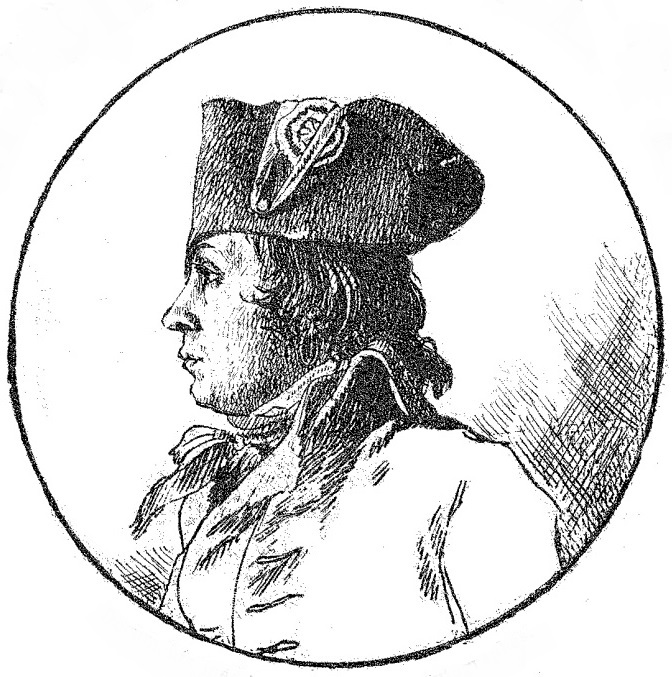
ダヴィッドによるフィリップ＝フランソワ＝ジョゼフ・ルバのスケッチ。

ルバの新妻エリザベートは後に手稿を残しているが、この任務にルバが選ばれた理由について、「ロベスピエールはルバをたいそう信頼していた。というのも、慎重で思慮深い彼の性格を熟知していたからで、そこで彼を選んでサン＝ジュストと一緒に行かせた。熱烈な祖国愛がサン＝ジュストを過剰なまでの厳しさに走らせることがままあり、その性格に激情に駆られるという難点があったのだ」と書き残している。ルバはサン＝ジュストの数少ない友人となった。

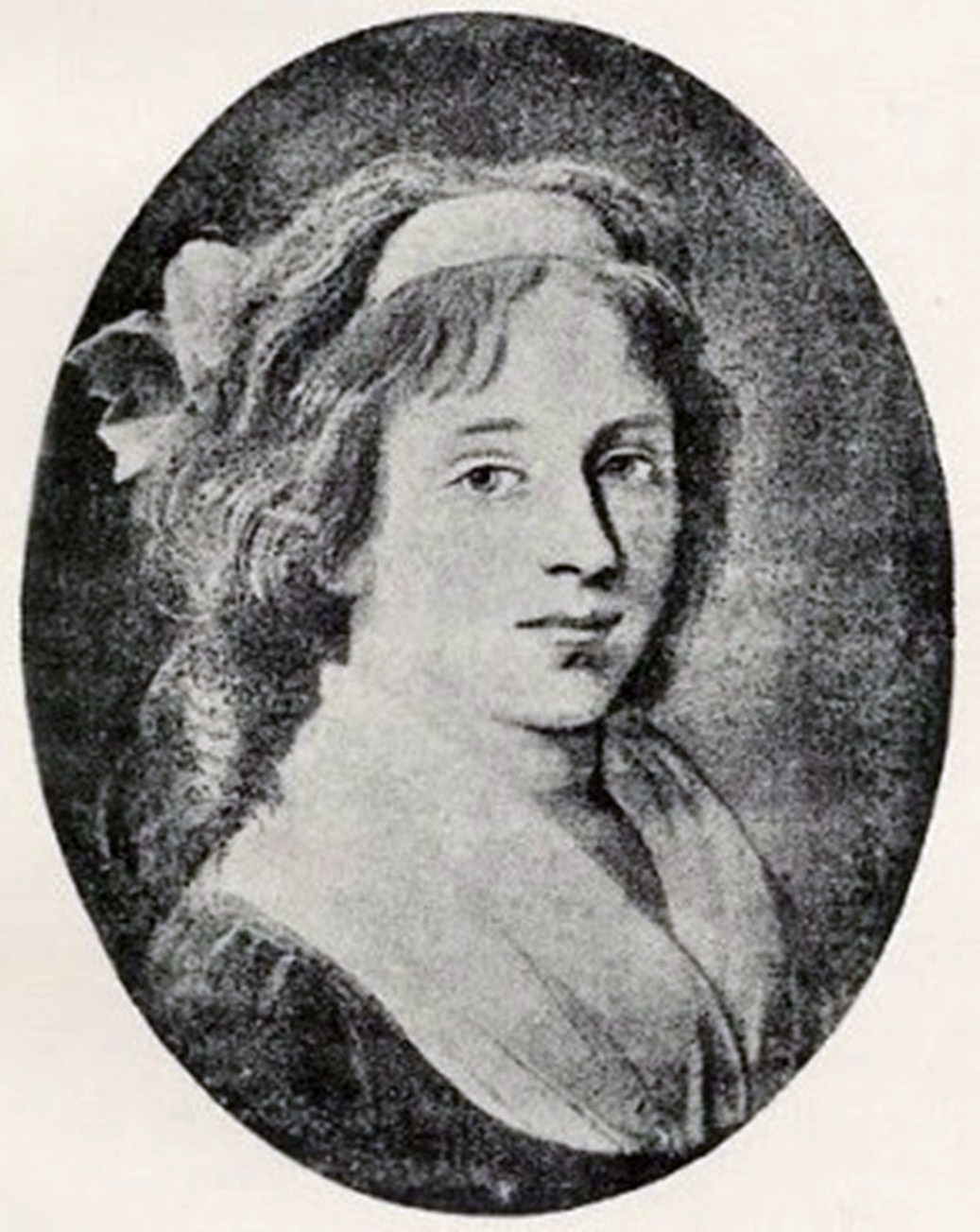
エリザベート・ルバ。ロベスピエールが下宿するデュプレ家の娘のひとりだった。

2人がライン戦線に出発した時には、ルバが身重の妻をひとり残していく気になれず悲しんでいると察したサン＝ジュストがロベスピエールと話し合い、エリザベートと彼女の義理の妹（ルバの妹）アンリエットを一緒に発たせるよう勧めてくれたと、後にエリザベートは自身の手稿に書いた。その際にサン＝ジュストは、行く先の町で誰とも会わぬこと、誰であれ迎え入れないこと、住民たちといっさい社交関係を結ばないこと。もしこれが守られない場合は、ただちにパリへ送り返すという条件を付けたという。「道すがらサン＝ジュストは私に、これ以上ないような細やかな心遣いと優しい実の兄のような気配りをしてくれた。不慮の出来事を心配して、宿駅ごと何も不足していないか確かめるため馬車を降りるのだった。私があまりに苦しそうにしているのを見て気遣ってくれた。私と義妹にこれほどに親身になり気を配ってくれたおかげで、私たちには旅が長いとは思われなかった。義妹はサン＝ジュストの心遣いにすっかり感じ入って、ただただ感謝の気持ちを示すのだった。暇つぶしに二人の殿方は、私たちにモリエールの芝居やラブレーを何節か読んでくれ、イタリアの歌曲を歌ってくれた」。フランス国立古文館の『ルバ・コレクション』のリストあるルバの父親が書いた手紙には「サン＝ジュストの婚約者だったアンリエット宛て」と記されている。
新憲法案作成を担当する委員として実質的に公安委員会 に加わっていたサン＝ジュストだが、9月には正式に新制された委員会への参加が決まり、山岳派独裁を担うひとりとなった。国が危機的状況に陥っていたこの時期に外交、軍事、行政全般を管轄した公安委員会は多忙を極め、仕事は1日15時間から18時間におよんだ。そこにサン＝ジュストは主要な公安委員会報告の大半、派遣議員の業務、更には2月から3月にかけては国民公会の議長もつとめている。
公安委員会で軍事を担当していた彼は、派遣議員として軍における命令不服従や敵前逃亡などを厳しく取り締まるなどの活躍を見せた。四度にわたり派遣議員として赴いたライン方面軍以外にも、北部軍は当時オーストリア、プロシア連合軍の攻勢の前に危機的状況にあったがサン＝ジュストは軍の規律を正し、兵糧や武器などを確保して後方支援態勢を整え、戦線を立て直すことでランダヴ解放、フルーリュスの勝利に繋げた。
マルク＝アントワーヌ・ボードは、軍でのサン＝ジュストについて次のようなエピソードを語っている。「休戦交渉に訪れた敵の軍使を塹壕に迎え、降伏するについて24時間の猶予を軍使が求めたのにたいし、サン＝ジュストはこう答えたらしい。「貴殿は、ヨーロッパのすべての国に代わって交渉する任を帯びているのかね？兵士たち、砲撃を続けよ！」ここには勇気欠けるところはまったくない。私も彼の姿を軍で見かけたが、 そのようなことはまったく見ていない。しかも、 サン＝ジュストは見事なほどストイックに平静を保って死んだ。そして最期の瞬間まで冷静で動じることのない勇気を見せた」。
前線視察に多くの時間を費やす一方、フランス東インド会社の清算を巡り大規模な汚職・横領事件が起きると、それに関与したとされるエベール派の逮捕、（1794年3月）、ダントン派の逮捕（1794年4月）にも関わった。この件に関して、サン＝ジュストは双方を批判する演説で、「マラーはひとりしかいない。彼の後継者たちは、彼を赤面させる偽善者だ」と述べてエベールを重点的に批判している。当時、エベールは暗殺されたマラーの後継者と民衆から認められることを目指し、これに成功していた。一方でダントンに対しても手を緩めず、その様子をバラスは「 （壇上で）微動だにせず、動じる気配もなく、びくともせずに平然とすべてに立ち向かっているようだった」と追想している。ダントン派の告発状はロベスピエールの覚書を元にサン＝ジュストが制作したものだが、そこに挙げられたダントンの罪状の大半は冗談への非難までも含むような代物であった。
サン＝ジュストとロベスピエールは心情において徐々に離れていったと言われており、残された資料からは具体的にその時期は確定されていないが、ダントンの裁判における行動の相違の頃からとの説がある。ダントンの処刑後すぐ、サン＝ジュストは委員会を代表し、公安全般に関する演説を行い、そこで革命の制度化について言及している。ただし1794年、エベール派とダントン派が処刑され革命の進行に影響を及ぼしていた一件が落ち着きを見せると、主導権を取り戻した公安委員会自体が「革命政府後」を視野に入れた、永続的な法令や政治制度の構築を意識するようになった。またダントン派処刑以降、肉体的精神的な限界にあり公安委員会から事実上身を引いていたロベスピエールの仕事をサン＝ジュストが引き継いでいた。
ルネ・ルヴァッスールはふたりの関係をこう述べる。「サン＝ジュストは国民公会のただ中でロベスピエールと友情で結ばれていた。この友情は二人の死によってようやく消えることになったのだが、驚くほどの見解の一致と、興奮しても冷静を失わずエネルギッシュなほどに粘り強いという二人に共通した性格が、この友情を揺るぎないものとしていた。…一方が自由について語ると一方は力を要求し、片方が理論に走ると片方はどう適用するかに踏み込む」。そしてサン＝ジュストについて、「あえてほぼ断言していいと思うが、サン＝ジュストのほうがロベスピエールその人よりも革命政府に寄与するところ大であった。国民公会で最年少であったにもかかわらず、これ以上ない強烈な熱狂、迅速確実な判断力にくわえ、誰にも勝る不屈の意思、卓越した組織者としての才を併せもった議員であった」「彼に意見を変えさせることなどけっしてできなかったし、決断を曲げさせることができたためしもない。ずっと以前から夢見てきた共和国を樹ち立てるためとあらば、彼は自分の首を、それとともに十万の首を差し出しただろう」と述べた。
1794年2月から3月にかけて、サン＝ジュストは国民公会の議長をつとめる。この頃、彼の提案によりヴァントーズ法が提案された。貧しい人々のために反革命容疑者の財産を没収し再配布するという内容だが、法的にあいまいな部分もあり、実施するためのリソースも不足していたために終了する。この時期、ジャコバン派の貧困撲滅や教育政策に対する取り組みは、革命政府の戦時による財政難で失敗していた。この法は特にサン＝ジュストが実現を望んだ法令であったが、これがプレーヌ派（平原派）との決裂を招き、失脚の一因になった。

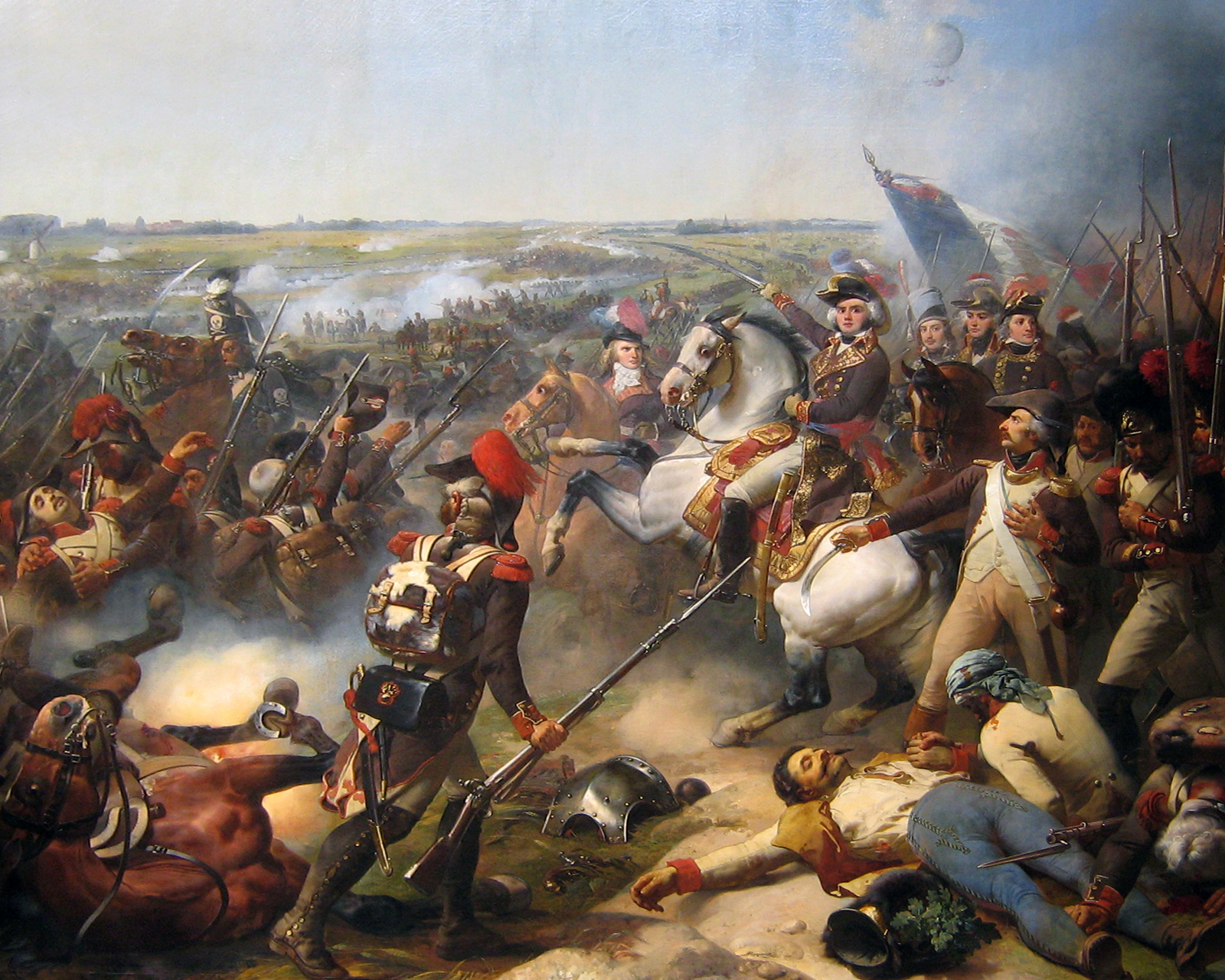
フルーリュスの戦い。この戦いの勝利はフランスにとって転換期となった。

同年4月、フルーリュスの戦いに参加。この戦いからパリに帰ってきたサン＝ジュストは、公安委員会がかつてないほど分裂していることを察したという。
この頃、サン＝ジュストは「一般意思」とは単なる意見の寄せ集めではなく公共の利益に対する純粋な認識である、というルソーの主張を引き合いに出した。同年4月15日、「公共善に対する人民の志向から成る…公的良心」の政治が優先されるべきだと表明している。
同年4月23日、サン＝ジュストは彼自身、ロベスピエール、クートンを構成員とする治安維持局を創設。その10日後にサン＝ジュストは北部方面軍への視察に派遣されたため、これは事実上ロベスピエールが引き継いだ。以降、拘束された者はパリに移送されて裁判を受けることとなる。この時期、ダントン、カミーユ、エベールといった革命家たちがすでに処刑されており、愛国者たちは街に流れる陰謀が真実であるかどうか、明らかになることを望んでいた。
同年6月8日、最高存在の祭典が開かれる。ジャック＝ルイ・ダヴィッドが演出を手掛けた大規模な美しい祭典には大勢の群衆が参加したものの、そこに湧き上がるような祝賀ムードが明らかに欠けているのを感じ取ったサン＝ジュストは「革命は冷え切ってしまった」と懸念した。
同年6月29日、公安委員会と保安委員会の合同会議において、カルノはサン＝ジュストに向かい彼とロベスピエールはとんでもない独裁者だと怒鳴った。
サン＝ジュストと同じく公安委員会のメンバーだった平原派の議員ベルトラン・バレールは、後に自身の回想録にてサン＝ジュストについて綴った。「彼には類まれな才能と鼻持ちならない傲慢さがあった」「彼が見せた人民の愛し方は、おそらく彼の祖国にも、彼の世紀にも、彼と同時代の者たちにもふさわしいものではなかった。…だが少なくとも彼は、フランスに、そして18世紀に、 才能と性格と共和主義の強烈な痕跡を残したのだ」「サン＝ジュストの精神を際立たせているのは大胆さである。革命の秘密は『敢行せよ』という言葉の中にある、と真っ先に言ったのは彼である。そして彼は敢行した。革命家の休息は墓の中にある、と言ったのも彼である。そして27歳にして彼は墓に下った」「国民公会における彼の報告について、みんなまるで斧のような語り口だと言ったものだ」。その後、「サン＝ジュストは原理については透徹した精神の持ち主だったが、こと人間についてはその判断はあまり成熟していなかった」と批判し、オッシュ将軍との確執を挙げている。また革命軍のアントワープ奪取の報が届いた時、ふたりは次のような会話を交わしたという。「出しなにサン＝ジュストは私に言った。 『勝ったことを吹聴しすぎないことだな」「なぜだ？きみは軍を恐れたことなんて一度もないじゃないか」「うん、一度もね。文民の権力がしっかり統治できているときには』」。バレールは、軍が自由に対し影響を及ぼす事態をサン＝ジュストが懸念していたのではないかと推測している。バレールはロベスピエールと政府委員会の他のメンバーとの和解を目指しており、サン＝ジュストもその点ではバレールに近い立場をとったが、ロベスピエールがかたくなだったため失敗に終わった。
7月26日、委員会の部屋で翌日の演説草案を書いている。テルミドール9日にクーデターを起こした人々に含まれるビョー＝ヴァレンヌとコロー・デルボワから、その原稿を見る権利があると言われるも、サン＝ジュストは拒否した。

## 最期

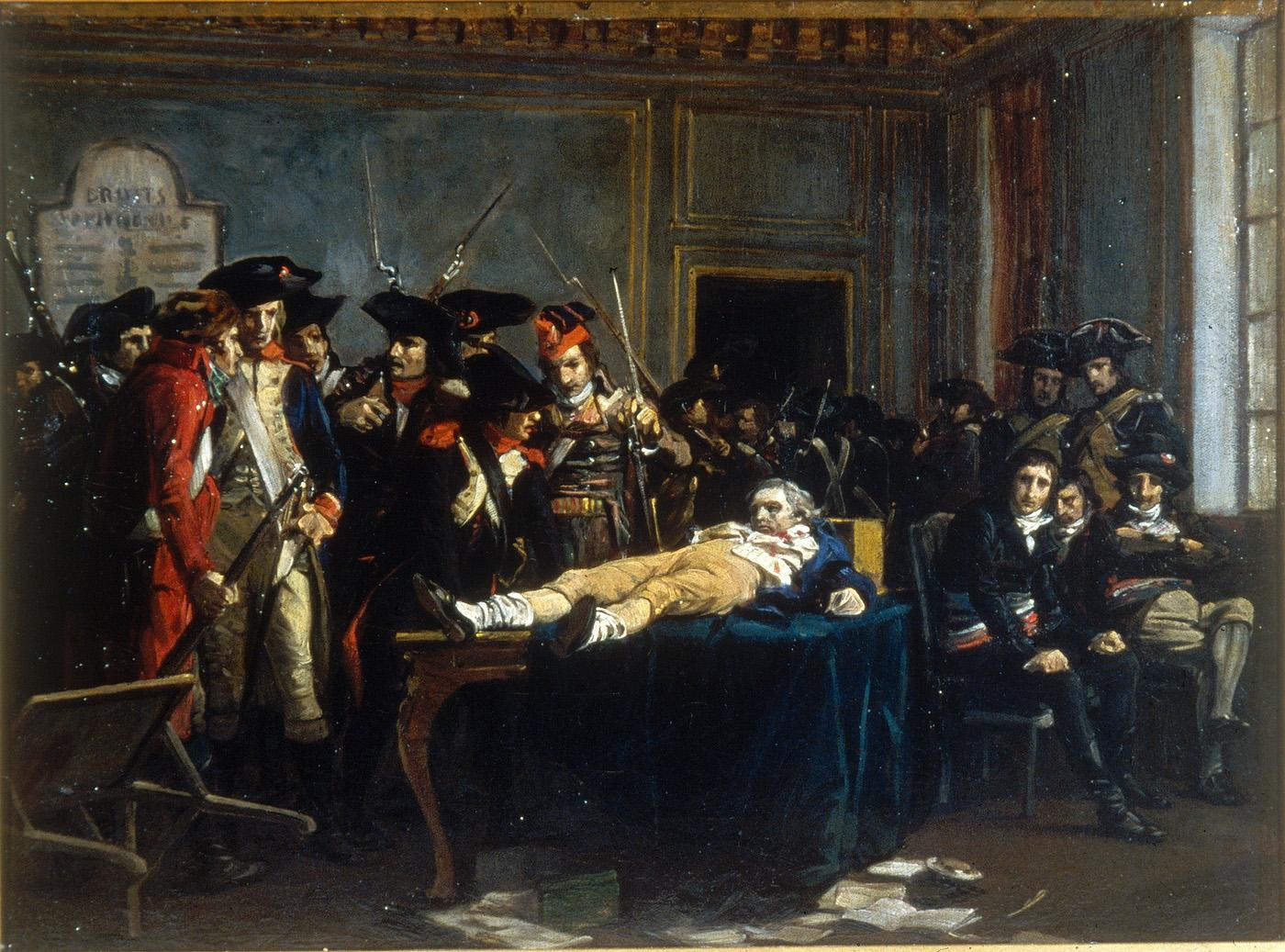
リュシアン＝エティエンヌ・メランジュ が描いたテルミドールのクーデター（1877）。

1794年7月27日、テルミドールのクーデターが起こる。サン＝ジュストは正午頃、ロベスピエールを擁護するため演壇へ上がったが、タリアンから議事進行上の問題を理由に演説を妨げられた。「彼は十分に明快に、自身について説明をしている。ただ、彼が表舞台からしばらくいなくなっていた事実、そして彼の精神の苦悩に対して、多少の心遣いがあってもよいかもしれない」この演説は全てが読まれる事なく終わった。妨害を受け、この草稿はサン＝ジュストが議長に何も言わずに手渡しており、その後、処刑されるまでほとんど口を開かなかった。
こうしてロベスピエール兄弟（マクシミリアン、オーギュスタン）、クートン、ルバと共にサン＝ジュストにも逮捕命令が出され、彼はエコセ牢獄に送られる。パリのコミューンは5人を救うために働きかけ、解放された彼らは市庁舎に集まったが、この間に国民公会は5人を法の外に置くと決定を下し、軍隊を召集した。その後、拳銃自殺したルバを除く4人がコンシェルジュリーに送られ、翌日、革命広場（現コンコルド広場 ）で処刑された。その間、サン＝ジュストは悠然と落ち着き払って死に臨んだという。
遺体は同志とともにエランシ墓地に埋葬されたが、後の道路拡張で墓地が閉鎖されたことに伴って、遺骨はカタコンブ・ド・パリに移送されている。

## 発言
- 「ヨーロッパが、フランスの国土の上には、もはや1人の不幸なるものも、1人の圧政者も、求めて求め得ぬと悟ることを。この範例が地上に実を結び、徳の愛と幸福とが地上に広がらんことを。幸福とは、ヨーロッパにおける1つの新しい観念だ」[63]
- 「フランス民族に、優しく、精力的で、感じやすく、しかも圧制と不正に屈しない風習を与えることが不可能だと確認する日がきたら、私はわが胸に短刀を突き刺す」[64]
- 「この世に革命を行なおうとする者は墓の中でしか眠ってはならない」[6]
- 「墓を前にして尻込みする人々にとってしか状況が困難であることはない」[65]
- 「あたかも強い酒が口の感覚を鈍くするのと同じように、恐怖政治の実行は犯罪の感覚を鈍くした」[66]

- （遺作として公刊された未完成の文書『協和的諸制度』より）「私を作っている塵を、あなた方に話している塵を、私は軽んじている。人々はこの塵を責めさいなみ、この塵を死なせることができるかもしれないが、私が、人々の記憶に、そして天という彼方に捧げた自立した魂を私から奪い取ろうとするなら、私はそれに立ち向かう」[67]

## フィクション
ベルサイユのばら
ルイ16世とマリー・アントワネットが処刑されるころ（原作連載終了）まで登場。ベルナール・シャトレの遠縁にあたる設定で、「オルガン」を出版したために（本人曰く「最高傑作」。）発禁処分を受けて指名手配され、ベルナール・シャトレの下に身を寄せている設定だった。物語終盤のフランス衛兵隊が革命派に寝返った直後、ベルナールに故郷へ帰る旨を告げて彼らの前から去る。
原作ではほぼ史実どおりにロベスピエールを支持する革命家であるが、アニメ版ではロベスピエールに対してすら辛辣な発言をする過激な思想の持ち主として描かれている。声優は古川登志夫。
ナポレオン -獅子の時代-
ルイ16世処刑直前から登場。ロベスピエールの側近としての描写はほぼ史実に沿っているが、ナポレオンを自ら高く評価して取り立てる（実際にナポレオンを高く評価していたのは、マクシミリアン・ロベスピエールの弟であるオーギュスタン・ロベスピエール）など、ジャコバン派の他の人物の行動や業績がサン＝ジュスト一人に収斂されて描かれていることが多い。
テルミドールのクーデターから辛くも落ち延びてタリアンを暗殺、さらにバラスの暗殺を図るが、ナポレオンに阻止され川に転落する。
その後長らく行方不明となっていたが、バラスがブリュメールのクーデターで失脚して故郷に戻る場面で再登場。バラスを殺害し、その身分を乗っ取るとともに反ボナパルト派テロリストとして暗躍する。
マリーベル
舞台女優を目指す主人公の少女・マリーベルの生き別れの兄という設定で登場。サン＝ジュストに妹がいたという説は通説となっていないが、作者の上原きみ子によれば執筆資料として探したある本に「サン・ジュストには異父姉がふたりいた」との記述があり、その本を基にして設定したのだという。
欲望の聖女 令嬢テレジア
ロベスピエールとともに、ジロンド派寄りの主人公テレジアと敵対する人物として登場。
杖と翼
木原敏江の漫画。主人公の少女・アデルの幼馴染という設定で登場。
ラ・セーヌの星
『ベルサイユのばら』と同じくフランス革命を描くTVアニメ作品。王妃マリー・アントワネットの父ロートリンゲン公がパリのオペラ座の歌姫との間に娘シモーヌ・ロランを儲け、そのシモーヌが圧政に苦しむ民衆を救う仮面の剣士「ラ・セーヌの星」となって戦うが、出自を知り腹違いの姉と和解するも義兄ルイ16世の死刑に処され、王妃も処刑される。ルイ16世の死刑を決定づける演説をサン・ジュストが行った。
第3のギデオン
反体制の革命家として登場。その生い立ちから社会を憎み革命派に加わる。根は善良だが口先だけの青二才。議員となってからは才能を発揮していく。
断頭のアルカンジュ
サン＝ジュストの半生を描く。元々貴族嫌いであったが、妹が夫から貴族への貢物にされ廃人化したことを機に、貴族と身分社会に強い憎しみを抱き、「悪がいなくなれば妹は正気に戻る」と信じて腐敗が蔓延するフランス王国の「国殺し」に挑む。